# Telekamery 2009

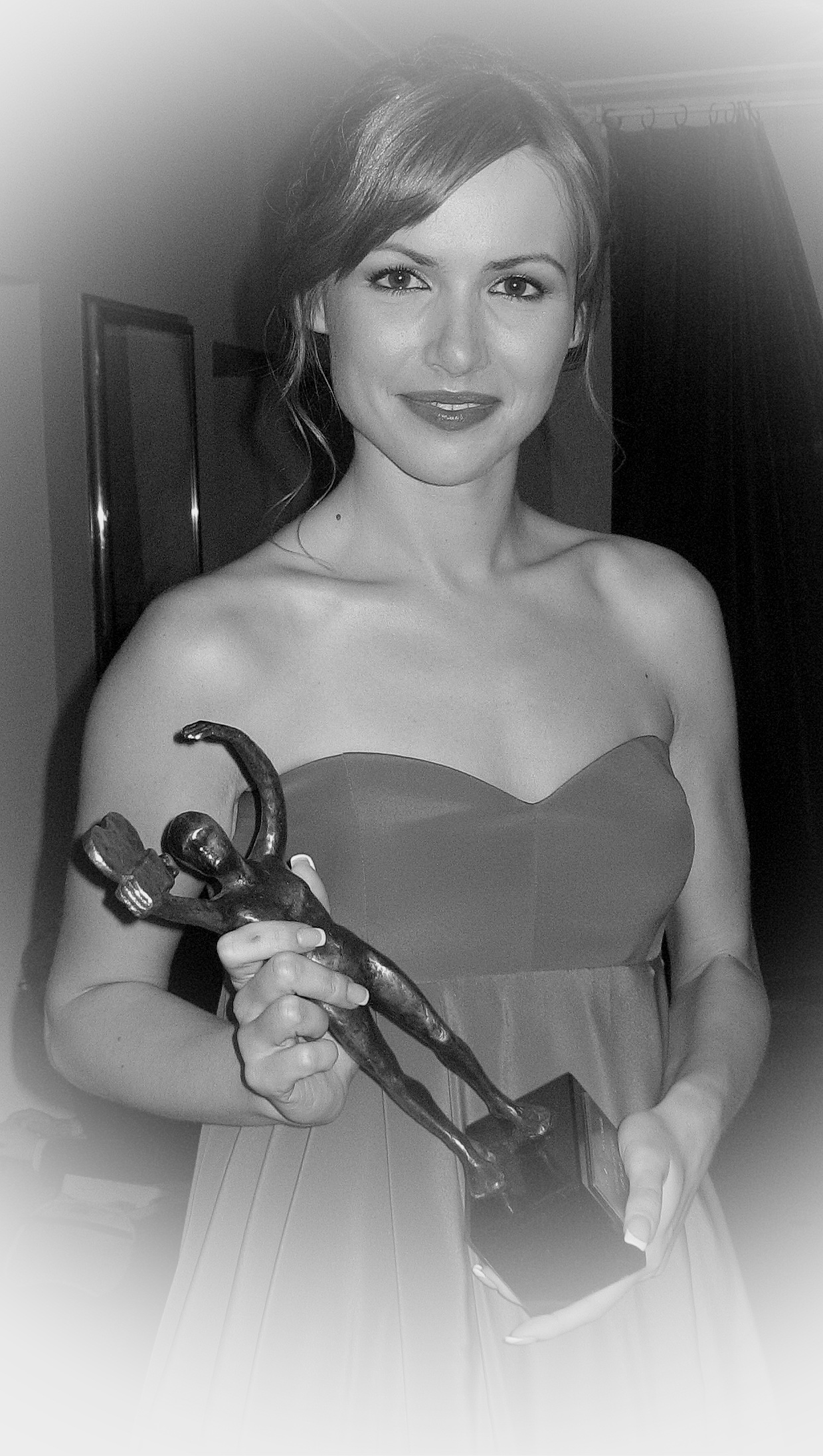
Marta Żmuda Trzebiatowska z nagrodą: Telekamery w 2009 r.

Telekamery 2009 – dwunaste wręczenie nagrody Telekamery „Tele Tygodnia” za rok 2008 dla postaci telewizyjnych. Gala finałowa odbyła się 2 lutego 2009. Nagrody zostały przyznane w 10 kategoriach.
Złote Telekamery „Tele Tygodnia” otrzymali: Włodzimierz Szaranowicz („Komentator sportowy”: 1999, 2000, 2008), Robert Janowski („Rozrywka”: 2000, 2003, 2008) oraz serial Kryminalni („Serial kryminalny”: 2006–2008). Super Telekamerę otrzymał serial Ranczo, zwycięzca w kategorii „Serial komediowy”.
Gościem zagranicznym gali był Tom Jones.

## Zwycięzcy

### Informacje
Wręczał: Andrzej Turski
| Miejsce | Imię i nazwisko  | Program                            | Telewizja  | Liczba głosów |
| ------- | ---------------- | ---------------------------------- | ---------- | ------------- |
| 1       | Justyna Pochanke | Fakty                              | TVN TVN 24 | 135 619       |
| 2       | Piotr Kraśko     | Wiadomości                         | TVP1       | 79 305        |
| 3       | Jarosław Gugała  | Wydarzenia                         | Polsat     | 72 159        |
| 4       | Jarosław Kuźniar | Poranek TVN24 serwisy informacyjne | TVN24      | 46 821        |
| 5       | Hanna Lis        | Wiadomości                         | TVP1       | 12 800        |

### Publicystyka
Wręczała: Elżbieta Jaworowicz
| Miejsce | Imię i nazwisko                     | Program                                     | Telewizja          | Liczba głosów |
| ------- | ----------------------------------- | ------------------------------------------- | ------------------ | ------------- |
| 1       | Bogdan Rymanowski                   | Kawa na ławę Magazyn 24 godziny             | TVN TVN 24         | 97 791        |
| 2       | Michał Olszański                    | Magazyn Ekspres Reporterów                  | TVP2               | 94 189        |
| 3       | Tomasz Sekielski Andrzej Morozowski | Teraz my!                                   | TVN                | 76 221        |
| 4       | Tomasz Lis                          | Tomasz Lis na żywo                          | TVP2               | 70 911        |
| 5       | Dorota Gawryluk                     | Dorota Gawryluk - konfrontacje To był dzień | Polsat Polsat News | 9 921         |

### Komentator sportowy
Wręczał: Jan Tomaszewski
| Miejsce | Imię i nazwisko     | Sport                                          | Telewizja           | Liczba głosów |
| ------- | ------------------- | ---------------------------------------------- | ------------------- | ------------- |
| 1       | Maciej Kurzajewski  | skoki narciarskie                              | TVP1                | 123 067       |
| 2       | Przemysław Babiarz  | pływanie, lekka atletyka, łyżwiarstwo figurowe | TVP2                | 114 513       |
| 3       | Mateusz Borek       | piłka nożna                                    | Polsat Polsat Sport | 87 190        |
| 4       | Bożydar Iwanow      | piłka nożna                                    | Polsat Sport        | 86 820        |
| 5       | Grzegorz Kalinowski | piłka nożna                                    | nSport              | 53 921        |

### Muzyka
Wręczali: Irena Santor i Dariusz Maciborek
| Miejsce | Imię i nazwisko / Zespół         | Single 2008                                              | Album 2008                            | Liczba głosów |
| ------- | -------------------------------- | -------------------------------------------------------- | ------------------------------------- | ------------- |
| 1       | Feel                             | Jak anioła głos Pokonaj siebie W odpowiedzi na twój list | Feel                                  | 141 216       |
| 2       | Ewelina Flinta Łukasz Zagrobelny | Nie kłam, że kochasz mnie                                | Nie kłam kochanie (ścieżka dźwiękowa) | 71 237        |
| 3       | Doda                             | Nie daj się Rany                                         | Diamond Bitch                         | 64 318        |
| 4       | Kombii                           | Merenge Awinion                                          | D.A.N.C.E.                            | 11 092        |
| 5       | Stachursky                       | Jedwab Jesteś moim przeznaczeniem                        | Wspaniałe polskie przeboje            | 2 481         |

### Aktorka
Wręczał: Marian Opania
| Miejsce | Imię i nazwisko           | Rola                                      | Serial                             | Telewizja      | Liczba głosów |
| ------- | ------------------------- | ----------------------------------------- | ---------------------------------- | -------------- | ------------- |
| 1       | Marta Żmuda Trzebiatowska | Marta Orkisz                              | Teraz albo nigdy!                  | TVN            | 109 353       |
| 2       | Agnieszka Dygant          | Frania Maj Mariolka Weiss-Korzycka        | Niania Na dobre i na złe           | TVN TVP2       | 100 108       |
| 3       | Katarzyna Zielińska       | Natalia Turska Marta Walawska             | Klan Barwy szczęścia               | TVP1           | 78 836        |
| 4       | Anna Guzik                | Hela Trojańska Joanna Muzyka Żaneta Zięba | Hela w opałach Agentki Na Wspólnej | TVN Polsat TVN | 43 821        |
| 5       | Urszula Grabowska         | Patrycja Sambor Sylwia Sztern             | Na dobre i na złe Tylko miłość     | TVP2 Polsat    | 19 993        |

### Aktor
Wręczała: Edyta Jungowska
| Miejsce | Imię i nazwisko    | Rola                                         | Serial                       | Telewizja | Liczba głosów |
| ------- | ------------------ | -------------------------------------------- | ---------------------------- | --------- | ------------- |
| 1       | Tomasz Karolak     | Darek Jankowski                              | 39 i pół                     | TVN       | 103 659       |
| 2       | Cezary Żak         | ks. Piotr Kozioł Paweł Kozioł                | Ranczo                       | TVP1      | 94 243        |
| 3       | Paweł Małaszyński  | Wiktor Waszak „Ważka” Jacek Wielgosz „Grand” | Twarzą w twarz Trzeci oficer | TVN TVP2  | 79 520        |
| 4       | Maciej Zakościelny | Marek Brodecki Bronisław Wojciechowski       | Kryminalni Czas honoru       | TVN TVP2  | 70 911        |
| 5       | Mikołaj Krawczyk   | Paweł Krzyżanowski                           | Pierwsza miłość              | Polsat    | 63 821        |

### Osobowość w rozrywce
Wręczał: Karol Strasburger
| Miejsce | Imię i nazwisko                    | Funkcja    | Program                  | Telewizja | Liczba głosów |
| ------- | ---------------------------------- | ---------- | ------------------------ | --------- | ------------- |
| 1       | Szymon Majewski                    | prowadzący | Szymon Majewski Show     | TVN       | 160 977       |
| 2       | Katarzyna Cichopek Krzysztof Ibisz | prowadzący | Jak oni śpiewają         | Polsat    | 88 128        |
| 3       | Maciej Orłoś                       | prowadzący | 300% normy               | TVP1      | 46 190        |
| 4       | Doda                               | juror      | Gwiazdy tańczą na lodzie | TVP2      | 38 912        |
| 5       | Cezary Pazura                      | prowadzący | Strzał w 10              | Polsat    | 32 011        |

### Program rozrywkowy
Wręczał: Jerzy Kryszak
| Miejsce | Tytuł                    | Telewizja | Liczba głosów |
| ------- | ------------------------ | --------- | ------------- |
| 1       | Mam talent!              | TVN       | 202 661       |
| 2       | Tak to leciało!          | TVP2      | 52 274        |
| 3       | Jak oni śpiewają         | Polsat    | 50 918        |
| 4       | Fabryka Gwiazd           | Polsat    | 49 941        |
| 5       | Gwiazdy tańczą na lodzie | TVP2      | 4 938         |

### Serial komediowy
Wręczali: Beata i Łukasz Rybarscy
| Miejsce | Tytuł                  | Telewizja | Liczba głosów |
| ------- | ---------------------- | --------- | ------------- |
| 1       | Ranczo                 | TVP1      | 116 461       |
| 2       | Niania                 | TVN       | 91 216        |
| 3       | 39 i pół               | TVN       | 80 183        |
| 4       | Świat według Kiepskich | Polsat    | 78 921        |
| 5       | Święta wojna           | TVP2      | 22 921        |

### Serial obyczajowy
Wręczała: Teresa Lipowska
| Miejsce | Tytuł             | Telewizja | Liczba głosów |
| ------- | ----------------- | --------- | ------------- |
| 1       | Barwy szczęścia   | TVP2      | 193 157       |
| 2       | Teraz albo nigdy! | TVN       | 83 203        |
| 3       | Na Wspólnej       | TVN       | 82 651        |
| 4       | Londyńczycy       | TVP1      | 9 030         |
| 5       | Tylko miłość      | Polsat    | 5 674         |